# Louis-François Desmarest
Pour les articles homonymes, voir Desmarest.
Louis François Desmarest, né le 17 juillet 1814 à Compiègne et mort le 6 avril 1882 à Rouen, est un architecte français.

## Biographie
Louis François Desmarest naît le 17 juillet 1814 à Compiègne, de Jean Louis Desmarest, peintre et vitrier, et de Marie Geneviève Prevost.
Il est admis en 1836 à l'École des Beaux-Arts de Paris, où il est l'élève de Léon Vaudoyer.
Sorti de l'école, il reçoit en 1846 sa première affectation à Rouen, où il restera jusqu'à la fin de sa vie. Il est nommé inspecteur des travaux de Saint-Ouen.
En 1852, il est reçu à l'Académie des sciences, belles-lettres et arts de Rouen.
Il est ensuite architecte en chef du département de la Seine-Inférieure.
Il est fait chevalier de la Légion d'honneur le 11 août 1855.
Il meurt le 6 avril 1882 . Ses obsèques sont célébrées à l'église Saint-Romain et il est inhumé au cimetière monumental de Rouen.

## Distinctions
- Chevalier de la Légion d'honneur (11 août 1865). La décoration lui fut remise par le maréchal Vaillant lors de l'inauguration du monument à Napoléon Ier à Rouen.

## Réalisations

### Architecte diocésain
- restauration de l'abbatiale Saint-Ouen de Rouen
- restauration de la cathédrale Notre-Dame de Rouen
- restauration de l'église Notre-Dame de Valliquerville
- restauration de l'église Saint-Ouen de Longpaon à Darnétal
- restauration de l'abbaye Saint-Georges de Boscherville
- agrandissement de l'église Saint-Martin de Canteleu
- agrandissement de l'église de la Sainte-Trinité de Bois-Guillaume

### Architecte agréé par la Commission des monuments historiques
- tour Jeanne-d'Arc à Rouen
- monument à Napoléon Ier à Rouen : socle pour la statue équestre[5]
- palais de justice de Rouen[6]

### Architecte en chef du département
- construction de la préfecture de la Seine-Inférieure (actuel Rectorat)
- construction de la sous-préfecture de Dieppe, en collaboration avec Lucien Lefort
- projet de construction du palais de justice du Havre
- construction de la maison d'arrêt de Rouen dite Bonne-Nouvelle, 1855[7]
- agrandissement du tribunal civil de Neufchâtel-en-Bray (détruit)
- construction de l'asile d'aliénés de Saint-Yon-Quatre-Mares

### Architecte libéral
- château des Bruyères (1860) à Rouen
- sa maison (1877) au no 21 rue Pouchet à Rouen

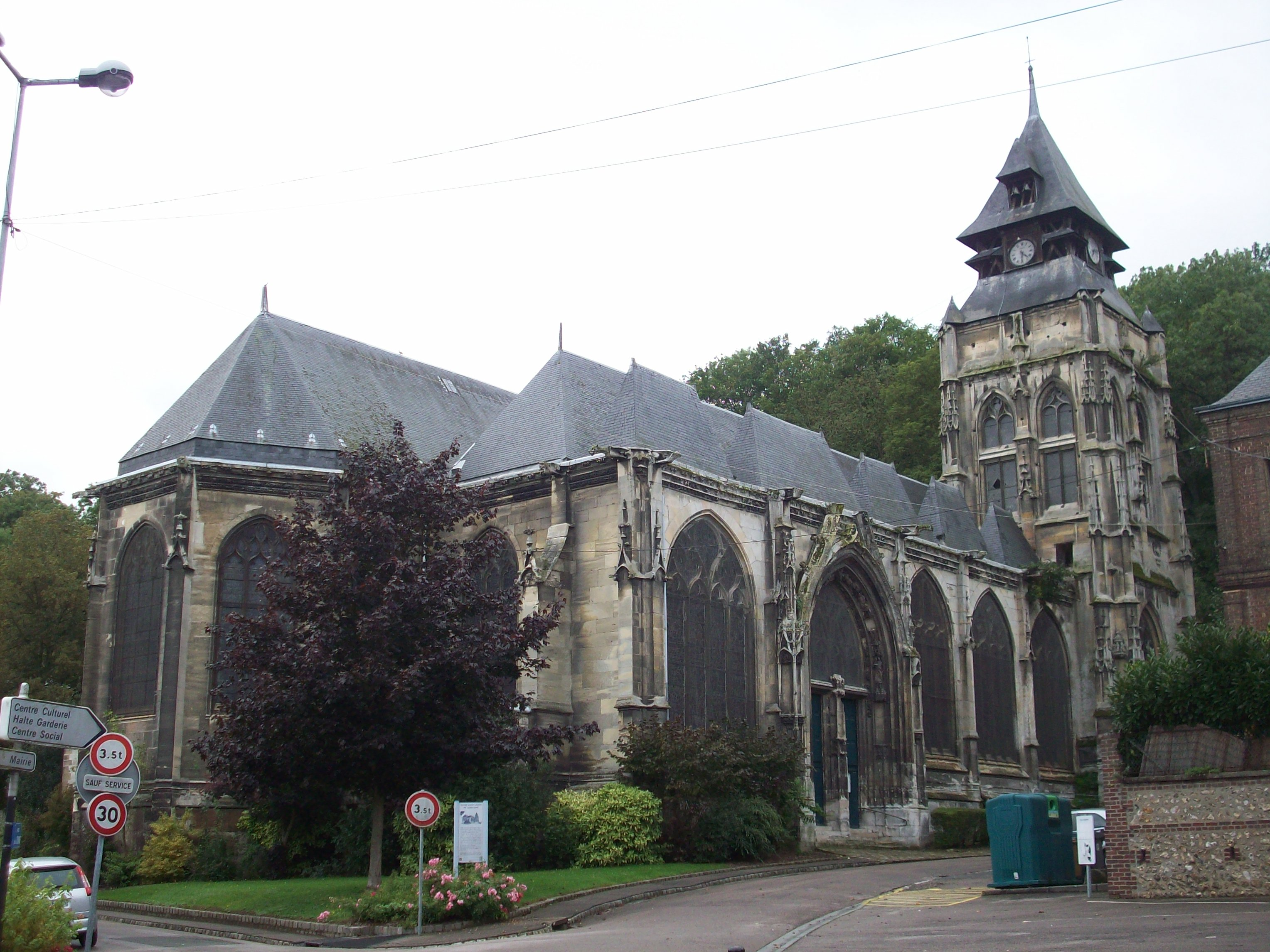
Église Saint-Ouen de Longpaon.
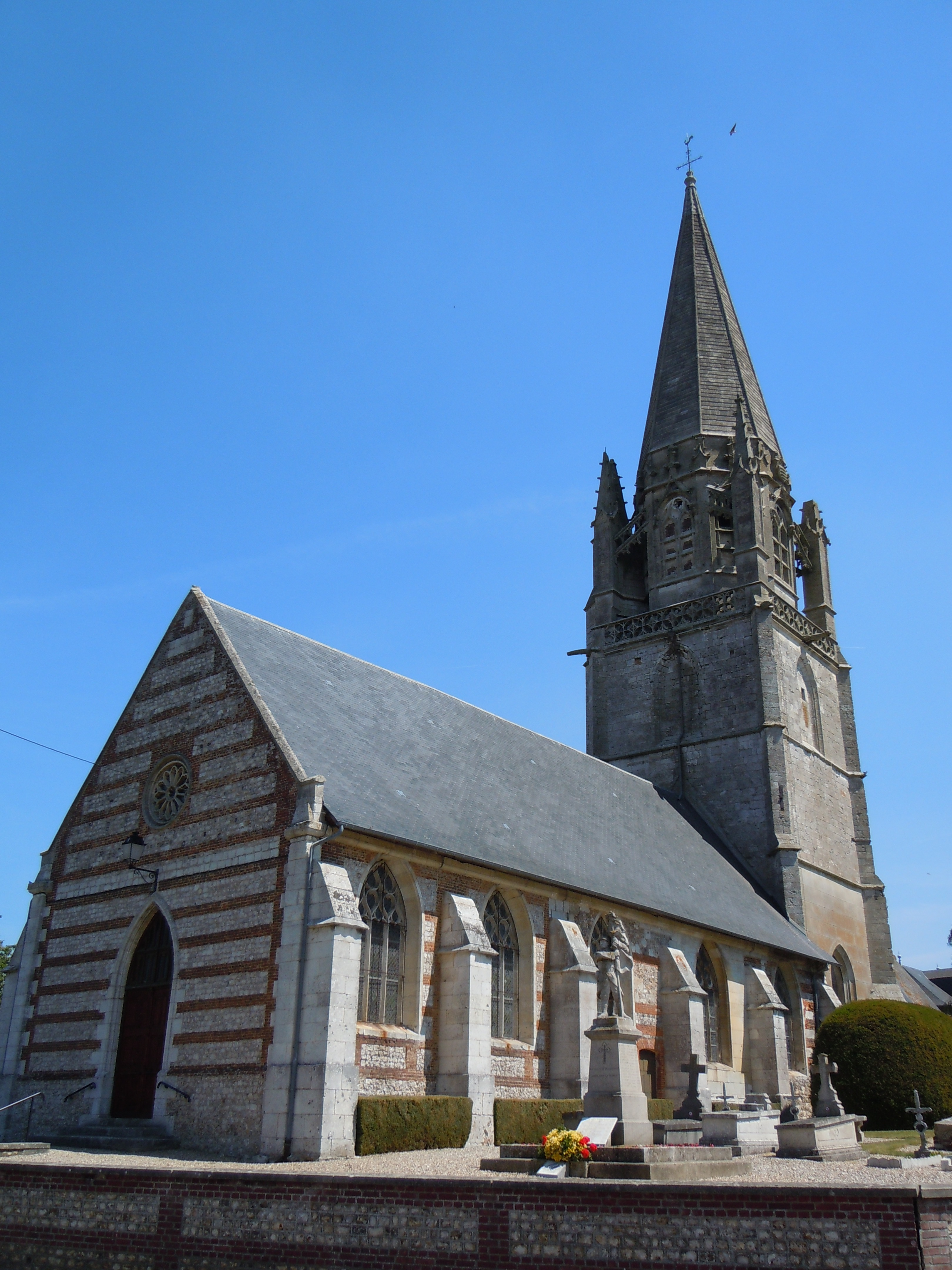
Église Notre-Dame de Valliquerville.
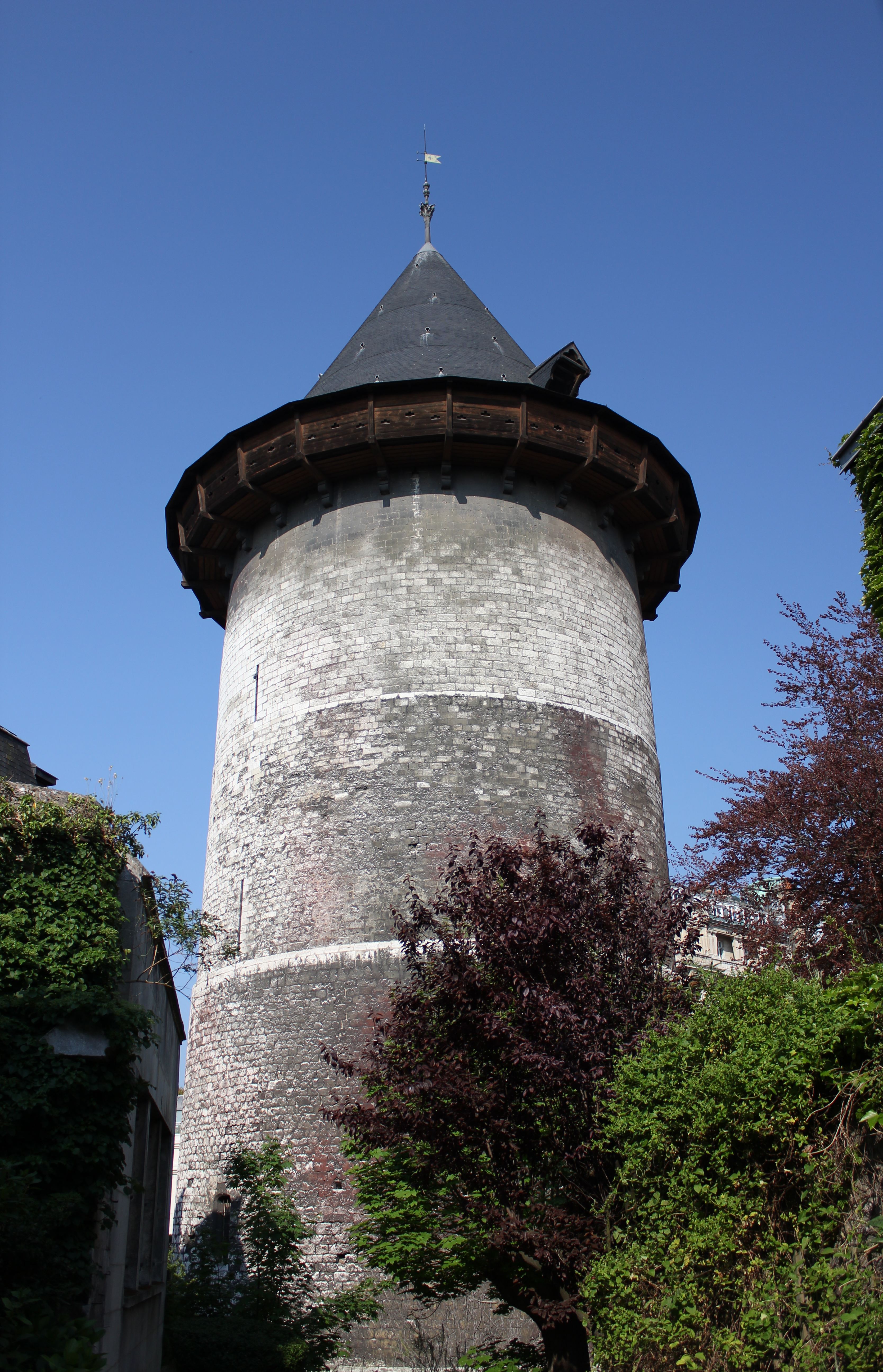
Tour Jeanne-d'Arc.
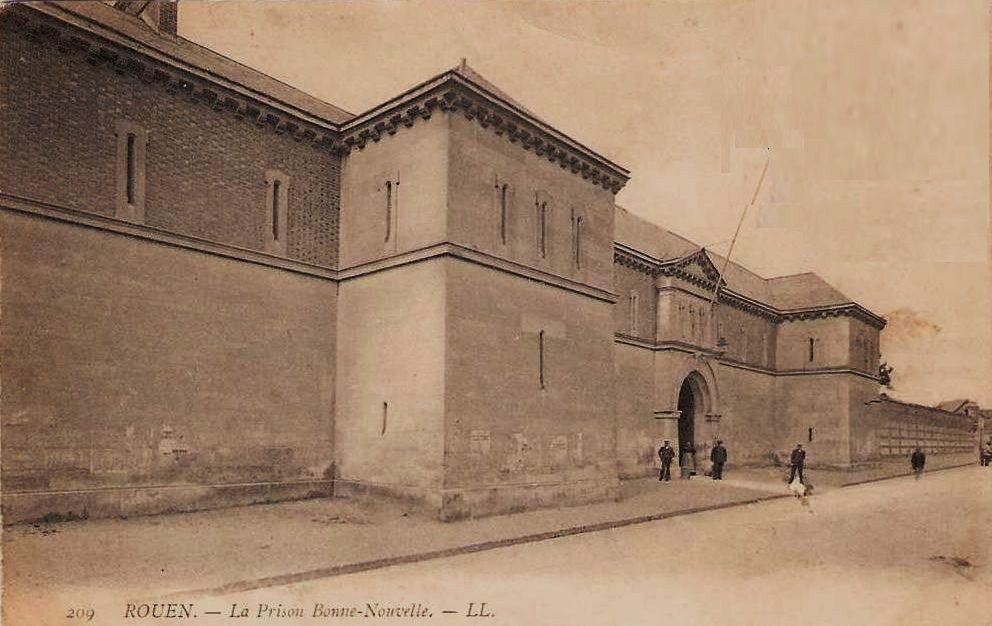
Prison Bonne-Nouvelle.